# Константин Велики
Константин Велики (лат. Constantinus Magnus; 27. фебруара око 272, Наис — 22. маја 337, Никомедија) био је римски цар (324—337) познат по томе што је донео две судбоносне одлуке које су промениле ток европске историје. С једне стране, стао на крај прогону хришћана, па чак и прешао на њихову веру, обезбедивши хришћанству завидан положај водеће монотеистичке религије (који има и данас); с друге стране основао је град раван Риму — Константинопољ, осигуравши тако опстанак Царства на Истоку дуго после пада Рима и западних провинција у 5. веку. Сврстава се у најутицајније владаре људске историје.
Његов живот је предмет великог интересовања не само школованих историчара, теолога, археолога, историчара уметности, него и разних аматера. За то постоји више разлога. У првом реду, као и у свакој доброј причи и у Константиновој има нешто што импонује свима: борба за власт, војни подухвати на пространој географској позорници, успешно преброђивање свих тешкоћа на путу ка вечној слави, скандали, убиства, верски спорови и културни контекст. За историчаре ништа мање важна јесте и чињеница да извори задају муке пружајући довољно за подстицање апетита за истраживање ове личности и његовог времена, али не и толико да би се на основу њих могло одговорити на сва питања.

## Извори за Константина
Константин је био владар великог историјског значаја, али и контроверзна личност. Колебање у вези са његовом репутацијом је одраз природе старих извора који се односе на његову владавину. Они су обилати и подробни, али је на њих снажан утицај извршила званична пропаганда те епохе, па ствари често сагледавају једнострано.. Нису сачувани никакви било историјски било биографски списи на тему Константиновог живота и владавине. Најближа замена томе јесте „Живот блаженог цара Константина“ (грч. Εἰς τόν βίον τοῦ μακαρίου Κωνσταντίνου τοῦ βασιλέω) Евсевија Цезарејског, која представља мешавину еулогије и хагиографије. Писана између 335. и око 339, она велича Константинов морал и верске врлине. Биографија ствара позитивну, али и дискутабилну слику о Константину, а савремени историчари често су доводили њену веродостојност у питање. Најцеловитији приказ Константиновог световног живота даје латински спис „Порекло цара Константина“ (лат. Origo Constantini imperatoris) анонимног аутора. Овај спис, за који се не зна тачно када је написан, у средиште пажње ставља војне и политичке догађаје, а запоставља културна и верска питања.
Лактанцијев хришћански политички памфлет о Диоклецијановој владавини и тетрархији О смрти прогонитеља или, што је ближе духу српског језика, „О томе како су скончали прогонитељи“ (лат. De mortibus persecutorum) пружа вредне али тенденциозне појединости о Константиновим претходницима и његовом раном животу. Црквене историје Сократа, Созомена, Теодорита говоре о црквеним размирицама из времена Константинове касније владавине. Пишући у време Теодосија II (408–50), дакле читав један век после Константина, црквени историчари су својом недовољном упућеношћу, извртањем чињеница и намерном неразумљивошћу само чинили догађаје и теологију Константиновог доба нејасним. Опстали су и савремени списи православног хришћанина Атанасија и црквена историја аријанца Филосторгија, мада ни ови писци нису били ништа мање пристрасни.
Паганин Зосим из 5. века приказује Константина у врло негативном светлу. Он другачије објашњава Константиново преобраћење у хришћанство. На ту одлуку није га навео сан који је уснио уочи битке на Милвијском мосту, него жеља за изналажењем опроштаја за своје злочине и грехе, док је подизањем Константинопоља заправо хтео да се склони од мржње Римљана. Овакво Зосимово приказивање Константина изазвало је јаке реакције код хришћанских писаца, традиционално нерасположених према паганима. Међу њима, нарочито се нашао увређен Евагрије, правни саветник епископа Григорија из Антиохије. У погледу временског периода који обрађује његова црквена историја (од сабора у Ефесу 431. до владавине цара Маврикија крајем 6. века) уопште се не подудара са Зосимовом историјом. Међутим, када говори о Анастасијевом укидању пореза на имовину (498), Евагрије истиче да је Константин тај који га је увео, што је можда сазнао из Зосимове историје. После тога, Евагрије прелази на дискредитовање свог могућег извора. Наиме, Зосим тврди да су Константинове новине, укључујући његово прихватање хришћанства и запостављање паганских култова, довели Рим до слабљења. Евагрије се не слаже са тим, тврдећи да је хришћанска вера заправо допринела побољшању положаја Рима.
Епитоме Аурелија Виктора (лат. De Caesaribus), Евтропија (лат. Breviarium), Феста (лат. Breviarium) и анонимног писца Прегледа историје царева (лат. Epitome de Caesaribus) нуде сажет приказ политичких и војних догађаја Рима. Мада нехришћанског призвука, оне сликају Константина у повољном светлу, али прескачу Константинову верску политику.
 Збирка панегирика из позног 3. и раног 4. века под називом Латински панегирици (лат. Panegyrici Latini) пружа драгоцене вести о политици и идеологији епохе тетрархије и Константиновом раном животу.
 Савремена архитектонска постигнућа, попут Константиновог славолука у Риму и палата у Гамзиграду и Кордоби, епиграфски споменици и новац из ове епохе допуњују писане изворе.

## Младост
Флавије Валерије Константин, како му је у почетку било име, пореклом је био из Наиса (данас Ниш). Мишљење да је рођен у Британији вешто је оповргнуо Шепфлин у расправи „Константин Велики није био Британац“ (лат. Constantinus Magnus non fuit Britannus) која се налази у његовим „Историјским и критичким студијама“ (лат. Commentationes historicae et criticae).
Што се тиче постојбине Константина Великог било је разних и опречних мишљења. Неки су веровали да је овај цар и обновитељ хришћанства рођен у Битинији, други у Дакији, трећи у Галији, а највише их је веровало да је рођен у Британији. Наиме, Нићифор Калист бележи да је Дрепанум, град код Никомедијског залива у Битинији коме је касније име промењено у „Јеленин град“, место Константиновог рођења; око тога он плете дугу причу, која није далеко од измишљотине. На ту грешку га је можда навео Прокопије, који, у складу са мишљењем других, прича да је Јелена тамо рођена, а да је Константин управно овде одгојен. Лако је могло да се помеша место одгоја са местом рођења. Константину многи приписују британско порекло, а нарочито Баронио, Кемден и Ашер; заправо, готово сви новији писци историје Енглеске, као и неки средњовековни. Заиста, заступници енглеског краља на саборима у Констанцу и Базелу тврдили су да је овај цар дошао на свет у Јорку када су повели спор са посланицима краљева Француске и Кастиље око првенства. Изневши на овај начин мишљења најпросвећенијих људи, мислимо да ништа од овога не почива на довољно јаким аргументима и не колебамо се да наведемо да је Константин рођен у дакијском граду Наису (кога други зову Наисон или Несум). Као извори за ову тврдњу наводе се Стефан Византинац и Константин Порфирогенит који то експлицитно наводе, а исто тако и анонимни али стари писац ‘Константинових подвига’, у Валезијевим изводима, код кога китњасто пише: ‘Константин, кога је родила и одгојила врло проста мајка Јелена у граду Наису, који је касније великодушно улепшао...’ И Кедрин се слаже са тим, будући да спомиње да је Константин ‘рођен у околини дакијског града’... Баронио налази нарочит аргуменат за британско порекло Константина Великог код анонимног галског оратора, који је на веома угледном скупу, када се прослављало венчање Константина и Фаусте ћерке Максимија Херкулија, ово рекао за оца, Констанција, и његовог сина, Константина: ‘Твој отац је ослободио Британију од ропске потчињености, а ти си је учио славном јер си почео одавде’ (Pater tuus liberavit Britannias servitute, tu etiam nobiles illic oriendo fecisti). Међутим, овде није реч почетку у смислу рођења, него о цезарском достојанству које му је први пут додељено, то јест, не о правом рођењу, него о рођењу власти. Наиме, у Британији је Константин изабран за цезара или за наследника свог оца, судећи по другом сведоку оратору Еуменију, који каже: „О срећно и сада од свих земаља блаженијо Британијо, јер прва си угледала Константина као цезара...“ Ако је Константин Велики ипак био британског порекла, онда пречасни Беда, поуздан писац из 7. века, изгледа намерно изоставља да је то био, барем у својој ‘Црквеној историји’. На оном месту где је то требало да каже, он је, по Еутропију, само написао да је „у Британији произведен у цара“ (creatum in Britannia) ... Константин Велики је према томе био или Дачанин или Дарданац, а не Британац или Битињанин. И заиста, Требелије Полион јасно сведочи да му је деда са очеве стране, Еутропије, био Дарданац. Штавише, Кедрин и други тврде да је и Јелена Константинова мајка била Дарданка. Стога нити је била Британка, кћерка краља Коела, нити, како би Нићифор волео да је била, Битињанка, нити како тврди Мазен, Тревирјанка. Ако је веровати епископу Амврозију, била је гостионичарка (stabularia), а ако је веровати Валезијевом Анониму, била је врло проста жена (vilissima), али се веома прославила захваљујући свом великом сину као и својим врлинама.
На свет је дошао 27. фебруара, али не зна се тачно које године. Извори се међусобно не слажу у томе колико је имао година у часу смрти. У литератури година рођења креће се између 270. и 288.
Отац му је био Флавије Констанције. Пореклом је био из Дарданије. Констанције је био трпељив и вичан политици. Константин је са њим вероватно провео мало времена. Констанције је био официр у римској војсци и припадник Аурелијанове телесне страже. Напредовао је кроз чинове да би од цара Диоклецијана 284. или 285. добио на управу Далмацију. Константинова мајка звала се Јелена. Била је то жена ниског друштвеног положаја, пореклом из Битиније. Амвросије је зове „крчмарицом“ (лат. stabularia). Веровало се, наиме, да је рођена од оца који је држао хан за госте. Каже да ју је Констанције упознао као такву. Но, она није била било каква „крчмарица“. Она је била „добра крчмарица којој је био добро познат онај крчмар који је рањенику исцелио ране које су му нанели друмски разбојници“. Не зна се тачно да ли је била са Констанцијем у законитом браку, или му је била само конкубина.
Диоклецијан је јула 285. прогласио свог саборца Максимијана, такође пореклом из Илирика, за свог савладара. Обојица царева ће имати свој двор, своја војна и управна овлашћења, а сваки ће владати са својим преторијанским префектом као првим замеником. Максимијан је владао Западом, а средиште му је било у Милану или Триру, док је Диоклецијан владао на Истоку са средиштем у Никомедији. Деоба је била само прагматичне природе: у званичном панегирику Царство је сматрано недељивим, а обојица царева могли су да се крећу слободно широм Царства. Максимијан је 288. поставио Констанција на место преторијанског префекта, а на управу му је дао Галију. Констанције је оставио Јелену да би се оженио Максимијановом поћерком Теодором 288. или 289.
Диоклецијан је поново извршио поделу Царства 293, овај пут доводећи на власт двојицу цезара (млађе цареве). Сваки ће бити потчињен свом одговарајућем августу (старијем цару), али ће имати врховну власт на додељеним земљама. Тај систем касније ће добити име тетрархија. Прва особа коју је Диоклецијан именовао на тај положај био је Констанције, а друга Галиреје. Према Лактанцију, Галерије је био суров, животиња од човека. Мада је имао заједничко са римским нобилитетом (многобоштво), његовим припадницима он је био стран, полуварварин. Констанције је 1. марта произведен у цезара и послан у Галију да се бори против побуњеника Караузија и Алекта. Иако је тетрархија имала меритократски призвук, задржала је остатке наследних повластица, а Константин је постао главни кандидат за будућег цезара чим је његов отац дошао до положаја. Константин је отишао на Диоклецијанов двор, где је живео као претпостављени наследник свог оца.

### На Истоку
Константин је добио формално образовање на Диоклецијановом двору, где је учио латински, грчки и филозофију. Културна средина у Никомедији била је отворена, флуидна и социјално мобилна, а Константин је могао да се дружи како са многобошцима тако и са хришћанима. Можда је присуствовао предавањима латинског оратора Лактанција.
Будући да Диоклецијан није имао потпуно поверење у Констанција (заправо, међу тетрарсима није било потпуног поверења) Константина су држали на Диоклецијановом двору као неку врсту таоца, као залог за очево добро понашање. Без обзира на то, Константин је био угледан дворјанин: у име Диоклецијана и Галерија војевао је у Азији, а био је у саставу разних трибуната; водио је походе против варвара на Дунаву 296, ратовао против Персијанаца у Сирији (297) под Диоклецијановим заповедништвом, а у Месопотамији под Галеријевим (298—299) (Константин, Говор збору светих, 16.2)  До краја 305. постао је трибун првог реда (лат. tribunus ordinis primi). До пролећа 303. вратио се у Никомедију са источног бојишта, да буде сведок Диоклецијановог Великог прогона, последњег и најсуровијег прогона хришћана у Римском царству (Константин, Говор збору светих, 25).
Током четрдесетогодишњег периода који је уследио по објављивању Галијеновог едикта о толеранцији хришћанска црква је расла и развијала се. Диоклецијан годинама није ништа предузимао да спречи ширење хришћанства, али је испољавао приврженост ка традиционалној римској религији. Као дубоко побожан цар забрањивао је инцестоидне бракове и друге радње које би могле да увреде бесмртне богове чиме би се Царство неминовно изложило опасности да изгуби божанску заштиту. Подстицао је своје поданике на оданост државној религији, настојећи да их међусобно повеже и заштити од штетних утицаја. Но, авај, Јевреји, хришћани и припадници осталих монотеистичких и полумонотеистичких секти инсистирали су на потпуној једнообразности у вери и снажно се опирали овој Диоклецијановој тежњи. Једна од таквих секти била је манихејска, чији поклоници су исповедали веру у којој је нагласак стављан на вечити сукоб добра и зла. Диоклецијан је издао едикт против њених поклоника за време рата са Персијом, сматрајући да је њихова искључивост и непријатељско расположење према римским боговима довољан доказ да она представља подривачки и штетан утицај који допире из суседне Персије, вековног римског такмаца на Истоку. После манихејства, дошао је ред и на хришћанство. Диоклецијан је изгледа и у хришћанима видео заведене поклонике истрајне и подмукле безбожности, али их више десетина година није дирао. Нема поузданих доказа који иду у прилог тврдњи да су му жена и ћерка, Приска и Валерија, била потајне хришћанке и да су га као такве држале на повоцу. Хришћанска црква гајила је послушност и верност код својих чланова и практично функционисала као држава у држави. Огорчени римски званичници нису могли да приволе ову мањину да се уздржи од изјава да је традиционална римска религија лажна и идолопоклоничка. Дакле, шта је онда спречавало Диоклецијана на повлачење овог потеза? Свакако да то није био његов кукавичлук. Као и остали тетрарси, Диоклецијан је такође потицао из Илирика, земље опробаних ратника. Мада је и он као и остали био мало духовно просветљен, живот на селу и војсци неретко пропраћен тешкоћама створио је и од њега доброг слугу јавној ствари. Уз то, чињеница да је из редова обичних војника узнапредовао до дукса Мезије (Зонара, Изводи из историје 12.31) довољна је да побије тврдњу да је „у свакој опасности био плашљив и малодушан“. (Лактанције, О томе како су скончали прогонитељи 9.5–6) Сматра се да је овако нешто могло да прелије чашу.
Колико је страшан овај знак [крста] демонима, знаће онај ко види колико далеко од тела која су запосели беже демони заклети Христом. Јер, као што је Он, када је живео међу људима, речју својом терао све демоне, а људима враћао разум који би им под њиховим злим утицајима био или одузет или помахнитао, тако сад његови следбеници именом свог Господина и знаком његове патње терају од људи исте те нечисте духове. Ово није тешко доказати. Ако је неко коме је чело означено [крстом] присутан када се приносе жртве боговима, нема шансе да жртве уроде плодом, нити пророк, упитан за одговор, може да га дâ. Злим краљевима ово је често био главни повод за спровођење њихове „правде“. Наиме, неке слуге наше вере, које су биле уз своје господаре када су ови приносили жртве, ставили су на своја чела тај знак и тако им отерали богове, све са намером да им онемогуће да на основу утроба жртава читају будућност. Схвативши то, харуспици, подстицани од истих демона којима су служили, тужили су непосвећене људе да су имали удела у обреду, довевши своје владаре до беса, па су се ови силовито обрушили на храм Божији и окаљали себе правим светогрђем, које су као прогонитељи искупили најтежим казнама.— Лактанције, Божанске поуке 4.27
На инсистирање Галерија, ревносног поборника традиционалне религије, Диоклецијан је 299. прочистио војску и државну службу од свих оних који су одбили да принесу жртву боговима. Диоклецијан се овај пут уздржао од објављивања ванредног стања, али је пет година доцније опет дошао у искушење да једном за свагда стане на путу подмуклом утицају. Крајем 302. Диоклецијан и Галерије послали су гласника у Аполоново пророчиште у Дидими да пита шта чинити са хришћанима (Лактанције, О томе како су скончали прогонитељи 10.6–11) Константин је могао да се повуче са двора када се вратио гласник а Диоклецијан прихватио захтеве свог двора за свеопштим прогоном (Евсевије, Живот блаженог цара Константина 2.49–52).
На Галеријев подстрек, Диоклецијан је 303. године започео Велики прогон, последњи и најсуровији прогон хришћана у Римском царству. Цркве и списи су уништавани, хришћани лишавани службених положаја, а свештеници тамничени. Важно је подвући да је само први од четири едикта (указа) против хришћана објављен у западном делу царства и да су Максимијан и цезар Констанције морали да га примене. Колико су у томе били ревносни остаје друго питање. Констанције је бар гајио симпатије према хришћанима и по речима хришћанског оратора Лактанција „да не би изгледало да се не слаже са наредбама својих претпостављених, Констанције је наложио да се руше цркве, односно зидови који могу да се обнове, а прави храм Божији, што су људи, оставио је неоштећен“ (Лактанције, О томе како су скончали прогонитељи 15.7).
Мало је вероватно да је Константин играо некакву улогу у овом прогону. У својим каснијим списима покушавао је да представи себе као противника Диоклецијанових крволочних едиката против Божијих обожавалаца (Константин, Говор збору светих, 25) али ништа не указује на то да им се у то време успешно супротстављао. Мада му ниједан савременик хришћанин није замерио на пасивном држању током прогона, до краја живота је остао одговоран за вођење такве политике.
Услед изнурујуће болести коју је навукао зиме 304/5, Диоклецијан је 1. маја 305. објавио да се повлачи са власти. Истовремено, у Милану је Максимијан урадио исто. Лактанције тврди да је Галерије навео изнуреног Диоклецијана на повлачење и приморао га да за наследнике прихвати Галеријеве савезнике. Према Лактанцију, гомила која је слушала Диоклецијанов опроштајни говор, до задњег тренутка је веровала да ће Диоклецијан да изабере Константина и Максимијановог сина Максенција (Лактанције, О томе како су скончали прогонитељи 19.2–6). То се, међутим, није десило. Констанције и Галерије су уздигнути у августе, док су Север и Максимин именовани за њихове цезаре. Константин и Максенције били су заобиђени.
| „                                               | Када је као млади коњаник ратовао против Сармата, дотерао је пред ноге цара Галерија срчаног варварина, кога је заробио шчепавши га за косу. Затим му је Галерије наредио да иде у мочвару. Зашавши у њу на свом коњу, прокрчио је себи пут до преосталих Сармата и, побивши већину њих, однео Галерију победу. | ” |
| —Валезијев Аноним, Порекло цара Константина 2.1 | |   |

Неки извори преносе да је Галерије одлучивао о Константиновом животу месецима после Диоклецијанове абдикације. Одредио је Константина да предводи коњицу у напад кроз мочваре на средњем току Дунава. Навео га је на дуел са лавом. Покушавао је да га убије у лововима и ратовима. Константин је сваки пут излазио као победник: лав је у борби прошао горе, него Константин; Константин се из Подунавља вратио у Никомедију, довевши са собом сараматског заробљеника кога је спровео све до Галеријих стопала (Константиново порекло 4; О томе како су скончали прогонитељи 24.3–9; Праксагора (фрагмент) 1.2; Аурелије Виктор, Епитома о цезарима 41.2; Зосим 2.8.3; Евсевије, Живот блаженог цара Константина 1.21). Није сигурно у коликој мери се овим причама може веровати.

### На Западу
Константин је увидео каква му опасност следи ако остане на Галеријевом двору, на ком је држан као прави талац. Његова каријера зависила је од очеве интервенције. Констанције је брзо реаговао. Крајем пролећа или почетком лета 305. Констанције је затражио да му се син пусти, изговарајући се да му је потребан због похода на Британију. После дуге ноћи пијанчења, Галерије је дао пристанак на тај захтев. Константинова каснија пропаганда тврдила је како је он ноћу побегао са двора, пре него што је Галерије могао да се предомисли. Јахао је велико брзином од станице до станице, остављајући за собом осакаћене коње како би успорио потеру. Док се Галерије није пробудио идућег јутра, Константин је већ био далеко да ми могао бити ухваћен. Константин се придружио своме оцу у Бононији (Булоњ сир Мер) пре лета 305.
Одатле су прешли у Британију, а затим су отишли у Еборакум (Јорк), где се налазило велико војно упориште. Константин је могао да проведе годину дана у северној Британији на страни свог оца, водећи походе против Пикта северно од Хадријановог зида (у лето и јесен). Попут Септмија Севера, Констанције је вероватно у свом походу доспео далеко на север, не постигавши никакав велики успех. Озбиљно се разболео током своје владавине, а умро је 25. јула 306. у Еборакуму. Пре него што је умро, јавно је подржао Константиново уздизање на положај пуноправног августа. Алемански краљ Крок, кога је Констанције узео у своју службу, прогласио је Константина за августа, за њим су пошли војници верни успомени на Констанција. Галија и Британије су брзо прихватиле Константинову власт, док је Иберија, која је била у домену његовог оца мање од годину дана, одбила то да учини.
Константин је обавестио Галерија о Констанцијевој смрти и да је он сад извикан за августа. Заједно са обавештењем, послао му је свој портрет обучен у царске одоре. Портрет је био покривен ловоровим листом. Захтевао је да га призна за наследника свог оца, а одговорност за своје незаконито успињање на власт пребацивао је на војску, тврдећи да га је приморала на тај чин. Галерија је ова порука разбеснела; замало није запалио портрет. Саветници су га умирили, уверавајући га да ће отворено одбијање значити сигуран рат. Галерије је био принуђен на компромисно решење: доделио је Константину титулу цезара, а не августа која је допала Северу. Желећи да јасно стави до знања да је озаконио Константинов положај, послао му је царске пурпурне хаљине. Константин је прихватио то решење, знајући да ће то отклонити сумње што се тиче легитимности његовог положаја.

## Прве године власти
Константинов удео у Царству чиниле су Британија, Галија и Шпанија. Дакле, налазио се на челу једне од највећих римских војски, стациониране дуж Рајнског лимеса. По свом унапређењу у цара, Константин је остао у Британији и осигурао своју власт у северозападним римским дијецезама. Привео је крају обнову војних упоришта започету још за живота његовог оца и наложио поправку путева у тој провинцији. Ускоро је отишао у Трир у Галији, средиште северозападног дела Римског царства. Чувши да је Константин извикан за цара, Франци су током 306/7. зиме прешли доњу Рајну и напали Галију. Константин их је приморао на повлачење преко Рајне и заробио двојицу њихових краљева, Аскарика и Мерогеза, који су заједно са својим војницима бачени дивљим зверима из трирског амфитеатра на прослави царевог доласка са бојишта (лат. adventus).
Константин је започео велико проширење Трира. Торњевима и утврђеним капијама ојачао је зид који опасује град, а започео је изградњу комплекса палате у североисточном делу. Наложио је да се јужно од своје палате изгради велика сала за званичне пријеме и обимног царског купалишта. Константин је финансирао изградњу многих грађевинских пројеката широм Галије током свог царевања на Западу, нарочито у Отену и Арлу.
Према Лактанцију, Константин је следио свог оца, држећи се политике толеранције у односу на хришћанство. Мада још није био хришћанин, вероватно је ценио да је то разумнија политика од отвореног погрома, као и да ће га то разликовати од великог прогонитеља, Галерија. Повукао је све мере против хришћана и вратио им њихова права и имовину.
Константин се у почетној фази свог пропагандног рада ослањао на углед свог покојног оца, зато што му је још у великој мери недостајало искуства у вођењу државничких послова, а и зато што његов положај није био беспрекорно легитиман: први у низу Константинових панегиричара у подједнакој мери хвале Констанцијева и Константинова постигнућа. Константинов смисао за војне послове и грађевински подухвати дали су ускоро панегиричарима прилику повољно коментаришу сличности између оца и сина. Новац, скулптурна уметност и говорништво из ове Константинове епохе такође су испољавали нову склоност за презирањем варвара преко лимеса. После Константинове победе над Алеманима, у оптицај се појавила емисија новца са представом поробљених Алемана који преклињу за милост. Саосећања за непријатеља било је мало. За то се нашло оправдање:
Краљеве Франачке, који су у одсуству твог оца прекршили мир, ниси оклевао да казниш најгорим мукама, а ни најмање те није био страх од вечите мржње и непомирљиве срџбе овог народа. Јер, што да цар који може да стоји иза онога што је урадио из оправдане строгости сматра то икаквим злоделом?... Нека те душмани мрзе колико год им драго, само нека презају од тебе! Јер, то је право чојство: да те не воле, а да при томе седе с миром!— Латински панегирици 6(7).10.
Оратор овде одбацује сваку помисао на то да Константиново строго поступање према заробљеним варварима није у реду, позивајући се на некакво мерило правде које очигледно иде у прилог Римљанима: варвари су сами дали повода за такво окрутно разрачунавање са њима, тако да за осећања типа срџба (лат. ira) и мржња (лат. odium) — која су можда типична за њих — у овом случају — из римске перспективе гледано — нема места. Међутим, како истиче Милер-Ретигова, право оправдање лежи у позицији моћи владара, који и сутра може да стоји иза својих дела и њихових последица.

### Максенцијева побуна
Пошто је Константин признат за цезара, његов портрет је према обијачу изложен у Риму. Како вели Зосим, Максенције није могао да трпи призор успеха „сина блуднице“. Сматрао је да није у реду што он као син великог цара седи кући беспослен, док очево наслеђе уживају скоројевићи. Стога је 28. октобра 306. узео титулу цара. Галерије је одбио да га призна, али није успео да га детронизује, па је против њега послао Севера. Међутим, овог је напустила војска, која се претходно налазила под заповедништвом Максимијана. Заробљен је и утамничен. Максимијана, кога је синовљева побуна поново увукла у активну политику, отишао је у Галију да поразговара са Константином (крајем 307). Понудио му је руку своје ћерке Фаусте и уздигао га у положај августа, а заузврат је тражио да Константин потврди стари породични савез између Максимијана и Констанција и подржи Максенцијеву ствар у Италији. Константин је прихватио ту понуду и венчао се са Фаустом у Триру (крајем лета 307). Судбина је хтела да се Флавијевцима и Херкулијевцима поново укрсте путеви:
Нема сумње да ти он [тј. Максимијан], који те је још онда, и то пре него што си могао да то тражиш, себи за зета на своју руку одредио, заиста не би рано дао то свето место божанске моћи. Ово се, наиме, како чујем, приказује у Аквилејској палати на слици која је постављена наочиглед гостију. На њој девојка — која је већ вредна дивљења због божанске лепоте, али још увек недорасла својој тежини — држи и притом пружа теби, Константине, тада још дечаку, шлем који сија од злата и драгог камења и који се истиче лепо развијеним крилима, тако да те свадбени дар учини лепшим, за шта икакви украси одела једва могу да јемче.— Латински панегирици 7.6
Константин је симболично подржао Максенција, политички га признавши. Међутим, остао је по страни у сукобу око Италије. Током пролећа и лета 307, отишао је из Галије у Британију како би избегао било какво учешће у догађајима у Италији; уместо да војно подржи Максенција, послао је своју војску на германска племена дуж Рајне. Године 308. похарао је територију Бруктера и направио мост преко Рајне у Келну. Године 310. ишао је у поход на северну Рајну и борио се против Франака. А кад не би водио походе, обилазио би земљу пропагирајући своје доброчинство и подржавајући економију и уметност. Уздржавање од учешћа у рату повећало је његову популарност међу народом, ојачало његову упоришну тачку на Западу. Максимијан се вратио у Рим у зиму 307/8, али се убрзо разишао са својим сином. После неуспешног покушаја да почетком 308. присвоји за себе Максенцијеву титулу, Максимијан се вратио Константиновом двору.
Дана 11. новембра 308. Галерије је сазвао опште већање у Карнунтуму како би стабилизовао прилике у западним провинцијама. Од присутних били су Диоклецијан, који се на кратко вратио из мировања, Галерије и Максимијан. Максимијан је принуђен да поново абдицира, а Константин је поново деградиран на цезара. Лициније, један од Галеријев старих садругова из војске, постављен је за августа западног дела Царства. Нови систем није био дугог века: Константин је одбио да прихвати деградацију и наставио је да се назива августом на новцу, и поред тога што су га остали чланови тетрархије звали цезаром. Максимијан Даја је био исфрустриран што га је заобишло унапређење, док је новајлија Лициније уздигнут на положај августа, па је захтевао од Галерија да га унапреди. Галерије је понудио обојици Максимину и Константиму да их зове „августовим синовима“, али ниједан од обојице није прихватио нову титулу. До пролећа 310. ословљавао их као августе.

### Максимијанова побуна
Године 310. развлашћени и власти жељан Максимијан устао је против Константина, док је овај водио поход против Франака. Објавио је да је Константин мртав и узео царски пурпур. И поред обећања да ће наградити свакога ко га призна за цара, већина Константинове војске остала је одана своме владару, а Максимијан је убрзо приморан да оде. Чувши за ову побуну, Константин је прекинуо свој поход на Франке и повео своју војску до Рајне. У Кабилунуму је укрцао војску на чамце како би се преко споријих вода Соне пребацила у брзе воде Роне. Искрцао се у Лугдунуму. Маскимијан је избегао у Масилију, који је могао боље одолети опсади од Арла. Међутим, одани грађани отворили су задња врата Константину. Максимијан је заробљен и укорен за своја недела. Константин га је помиловао, али га је снажно подстицао на самоубиство, што је овај и учинио јула 310, обесивши се.
Мада је до оца и њега дошло до разилажења, Максенцију то сад, после очеве смрти, није сметало да се представи у другом светлу, као одан син. Почео је да кује новац са ликом свог деификованог оца, прокламујући жељу да освети његову смрт. Константин је у почетку представио самоубиство као трагичан породични случај. Међутим, до 311. ширио је другу верзију. Наиме, после помиловања, Максимијан је планирао да Константина убије на спавању. Фауста је дознала за ово и упозорила Константина, који је поставио евнуха на своје место у кревету. Максимијан је лишен слободе када је убио евнуха и понуђено му је решење — да се убије, што је он прихватио. Уз пропагандни рад, Константин је осудио Максимијана на заборав (лат. damnatio memoriae), што је имало за резлтат уништавање свих натписа који су се односили на њега и уклањање сваког јавног дела са његовим ликом.
Промена Константиновог имиџа после Максимијанове смрти постала је нужна. Константин није више могао да се ослања на своју везу са старим царем Максимијаном: требало је наћи нов извор легитимности свог положаја. У говору одржаном у Галији 25. јула 310, анонимни оратор открива раније непознату династичку везу са Клаудијем II, царем из 3. века познатим по савлађивању Гота и враћању реда у држави. Одступајући од тетрахистичких узора, оратор у свом говору наглашава Константиново наслеђено право на власт, а не принципе царске једнакости. Нова идеологија изражена овим говором бацила је Галерија и Максимијана у засенак, а Константиново право на власт истакла у први. Заиста, оратор истиче порекло, искључујући све остале чиниоце.
Оратор се у говору такође удаљава од тетрархистичке верске идеологије са фокусом на сестринске династије (Јовијанску и Херкулијанску). Уместо тога, оратор објављује да је Константин имао божанску визију Аполона и Победе који су га обдарили ловоровим венцима за здравље, као и дугом владавином. Константин је видео и препознао себе „у обличју онога коме су божанске песме песника прорекле да му је суђена власт над читавим светом“. Шта је писац хтео рећи овим? Преовлађује мишљење да је Константин себе препознао у младом, згодном, ведром доносиоцу спаса, владару света, Аполону, чији долазак је предсказао велики песник Вергилије.
| Латински | Српски                                                    |
| -------- | --------------------------------------------------------- |
|          | Сад долази последње доба по Кумљанки;                     |
|          | Изнова се рађа велики низ векова (нови миленијум),        |
|          | Сад се враћа и Девица, враћа се и Сатурново краљевство,   |
|          | Сад се са високог неба спушта ново поколење,              |
|          | Детету које се управо рађа, а са којим се прекида жељезни |
|          | и започиње златни нараштај у читавом свету,               |
|          | ти, чедна Луцино — помагај! Твој Аполон сада влада.       |

Роџерсова, пак, у једном лепо аргументованом чланку сугерише да се у особи којој су богови прорекли светску власт заправо скрива Октавијан Август. Константин је, дакле, нови Август, који испуњава старо пророчанство о доласку Златног доба.
Упоредо са овом променом у домену говорништва, слична промена што се верског аспекта тиче задржала се и на Константиновом новцу. На почетку Константинове владавине Марс је приказиван на његовом новцу као патрон. Од 310. па на даље Марса замењује Непобедиво Сунце, божанство које је обично поистовећивано са Аполоном. Мало је разлога да се верује овим измишљотинама, али њихово објављивање ојачало је Константинове претензије на власт и повећало његову популарност међу житељима Галије.

## Грађански рат

### Рат против Максенција
У међувремену (за terminus ante quem узима се средина 311) Галерије се толико разболео да није више могао активно да суделује у царској политици. Лактанције и Евсевије су потанко и опширно описали симптоме његове болести који су трајали више од годину дана. А када га је на крају савладала болест, како каже Лактанције: „...био је принуђен да призна Бога“. С времена на време, додаје исти, када би га бол изнова притиснуо, „вриштао би из свег гласа да ће поново васпоставити храм Божији и да ће се искупити за недело“. И заиста, надомак своје смрти Галерије је издао едикт (указ) у корист хришћана (30. априла 311). Међутим, објављивањем овог указа, Галерије није добио жељени опроштај. За њега је већ било прекасно. Каже се да га је болест толико истрошила да је „умро отворене и труле утробе“. Са његовом смрћу нестало и оно мало што је остало од тетрархије. Његове територије су поделили Лициније и Максимин Даја између себе, Лициније балканске, Максимин малоазијске.
Уклањање Максимијана 310. довело је до затезања односа између Константина и Максенција. Максенције се стао припремао за рат. Утврдио је северну Италију и учврстио подршку међу хришћанском заједницом, тако што јој је одобрио избор новог римског епископа. Па ипак, његова владавина била је несигурна. Почетна подршка истопила се као последица повећаних пореских стопа и депримиране трговине; избиле су побуне у Риму и Картагини, а Домиције Александар је на кратко успео да узурпира његову власт у Африци. До 312, Максенције је био једва подношен, чак и међу италским хришћанима. У лето 311. Максенције је прикупио снаге против Константина, док је Лициније био презаузет својим проблемима на Истоку. Објавио је рат Константину, заклевши се да ће се осветити очевој убици. Како би спречио Максенција да са Лицинијем формира савез уперен против њега, Константин је преко зиме 311/312 склопио са Лицинијем савез и понудио му руку своје сестре. Максенције је сматрао да је Константиновим споразумом са Лицинијем нанета увреда његовој власти. У одговор на то, Константин је послао своје посланике у Рим, понудивши Максенцију политичко признање у замену за војну подршку. Према Евсевију, путовање кроз Царство постало је немогуће, а свуда је било присутно гомилање војне силе. Није било места где људи нису сваког дана очекивали почетак непријатељстава.
Константинови саветници и војсковође одвраћали су Константина од превентивног напада на Максенција; чак су се и његови гатари противили томе, тврдећи да жртве нису дале повољне предзнаке. Са духом који је оставио снажан утисак на његове следбенике и надахнуо неке вером у његово натприродно вођство, Константин се оглушио на све ове савете. Почетком пролећа 312, Константин је прешао Котијске Алпе са 1/4 своје војске, силом која је бројала око 40.000 људи. Први град на који је војска наишла био је Сегузиј. Тај тврд град му је затворио врата. Константин је наредио својим људима да запале врата и успну се на зидове. Град је заузет брзо. Константин је наредио војницима да га не пљачкају и затим је прешао са њом у северну Италију.
Константин је, дакле, био је сигуран у то да ће извојевати победу, чак и без божанске помоћи, што се на крају показало тачним: из сваке битке његови људи излазили су као победници. Прва битка коју славе панегиричари одиграла се код данашњег Торина. Наиме, на западном прилазу тог града, Константин је наишао на изазов:
Какав је то кажу био призор — вели усхићено панегиричар — колико је само био страшан за гледање, колико узнемиравајући! Коњи и људи обмотани жељезним покривачем! У војсци их зову „пећничарима“. Људи су одозго били покривени [панциром], а коњима се напрсник спуштао низ прси и висећи им све до колена штитио их тако од рањавања, а да им при томе није сметао у покрету... Обучени су за следеће: када би ударили на непријатељски поредак, одржавали би ток напада, а будући да су заштићени од рана шта год би им се нашло на путу они би то просто прегазили.— Латински панегирици 4(10).22–23
Међутим, по речима панегиричара, Константина „није уплашило то што је оружје чинило оволико мноштво два пута страшнијим, нити то што је бројчана предност давала војсци на снази“. Штавише, додаје исти, ни његове војнике није хватала паника; напротив, како панегиричар поносно истиче: „Ово разметање [непријатеља] оружјем и војском покривеном железом... распламсало је њихове непобедиве духове, јер царев војник надахнут примером свог цара плануо је свим срцем када је наишао на непријатеља ком је доликовало да изгуби“. Премда се пред њим налазила импозантна сила, Константин је прихватио изазов. Како није могао да рачуна на успех у директном сукобу са таквом војском, прибегао је ратном лукавству. О томе извештава један од панегиричара.
Но, тебе, премудри царе, који си се разумео у све ратне методе, помогла је досетљивост: „Најпаметније је изиграти оне којима је веома тешко одолети“. Развукавши свој бојни ред, навео си непријатеља на неопозив напад. Затим си их пропустио са намером да их насамариш, повратио борбени ред и окружио их. Пробијање им није било од никакве користи, пошто су им се с пута уклонили твоји војници, које од тврдог железа нису могли гонити, јер им оно није дозвољавало да промене правац. Наши су их салетели тољагама са тешким железним квргама. Шибајући њима непријатеља отпорног на ране, изнуривали су га. Нарочито би од ударца по глави падали ошамућени. Затим би се стрмоглавили са седла, проклизнули низ њега, клатили се на њему напола мртви или умирући држали се за њега, лежали у збрци покланих коња, који би их необуздани од бола, када би им се нашло какво рањиво место, избацивали посвуда. Пошто су сви до једног побијени, а твоји остали нетакнути, људе је престао страх од њиховог оружја, а пажњу им је сад заокупила твоја изванредна победа, јер су они који су сматрани за нерањиве погинули, а да ти нису нанели никакве штете.— Латински панегирици 4(10).24
Дакле, Константинови војници успели су да савладају Максенцијеве тешке „пећничаре“, тако што су их пропустили у своје редове, а затим их без милости изударали буздованима. Торино је одбио да пружи уточиште растуреним Максенцијевим снагама, отворивши их место тога Константину. Други градови северноиталијанске низије послали су Константину своја посланства да му честитају на победи. Константин је затим пошао на Милан, где је дочекан отвореним вратима и усхићеним весељем. Константин је одморио војску у Милану, па је средином лета 312. кренуо на Брешу.
Брешка војска је лако распршена, а Константин је брзо прешао на Верону, где је таборила велика Максенцијева сила. Руриције Помпејан, заповедник веронских снага и Максенцијев преторијански префект био је у јаком одбрамбеном положају, пошто је град са три стране био окружен реком Адиђом. Константин је послао мале снаге северно од града, настојећи да пређе реку непримећено. Руриције је послао велики одред да се супротстави Константиновим експедиционим снагама, али је поражен. Константинове снаге успешно су окружиле град и започеле његову опсаду. Руриције је успео да избегне Константину и врати се са већом силом. Константин је одбио да дигне опсаду и послао је само мале снаге. У очајничком сукобу који је уследио, Руриције је убијен, а његова војска уништена. Верона се убрзо потом предала, а за њом и Аквилеја, Муцина и Равена. Пут ка Риму је сад лежао отворен пред Константином.
Максенције се припремио за опсаду. Још је имао преторијанску гарду под својом контролом, био добро снабдевен афричким житом и окружен са свих страна наизглед несавладивим Аурелијевим зидовима. Наредио је да се пресеку сви мостови преко Тибра, наводно по савету богова, а остатак централне Италије оставио је незаштићен; Константин је обезбедио подршку те регије без потешкоћа. Константин је полако напредовао Фламинијевим друмом, омогућивши да Максенцијева слабост увуче режим истог у још већи хаос. Максенцијева подршка наставила је да слаби: на тркама кочија 27. октобра гомила је отворено вређала Максенција, узвикујући да је Константин непобедив. Како више није био сигуран да ће из опсаде изаћи као победник, изградио је привремени мост од чамаца преко Тибра. На шестогодишњицу своје владавине, 28. октобра 312, обратио се за савет чуварима Сибилинских књига. Чувари су прорекли да ће истога дана непријатељ Римљана да умре. Максенције је пошао на север да заподене битку са Константином.

### Божанска интервенција

#### Лактанцијева верзија
Према Лактанцијевој верзији, Константин је ноћи уочи битке имао визију у сну у којој му је саопштено „да штитове своје војске обележи небеским знаком Божијим и тако пође у битку“. Константин је поступио како му је речено и на штитовима својих војника „означио Христа“ искошеним словом Χ чији је један горњи крак заобљен у облику слова Ρ (transversa X littera, summo capite circumflexo, Christum in scutis notat).
Старији научници нису могли да дочарају себи Лактанцијев опис небеског знака, али ситуација се мења шездесетих година 20. века када је прихваћено да су већ почетком 3. века речи σταυρός (крст) и σταυρόω (распети на крст) скраћиване знаком који је описао Лактанције. Овај знак, тзв. ставрограм, кога сачињавају две графеме τ = т(ау) и ρ = р(о), треба да се разликује од далеко познатијег христограма, који означава самог Христа. У нехришћанском контексту коришћен је као лигатура у речима τρόπος (начин), τριακάς (тридесет), па чак и у властитој именици Τροκονδας (мушко име). Јавља се и на новцу краља Ирода из треће године његове владавине.
Лактанцијево сведочанство више пута је наилазило на одбацивање, а разлог је био тај што је Константин, како наводи Евсевије, користио христограм. Лактанције је оптуживан да је направио грешку, а било је чак предлога да се из текста избаци опис ставрограма са образложењем да је реч о интеролацији или глоси. Њихове критике су биле донекле оправдане. Треба имати у виду да је Лактанцијев текст познат само на основу једног рукописа и да је претрпео кварење. Услед те чињенице, неки научници су изразили сумњу да је и овај пасаж претрпео кварење.

#### Евсевијева верзија
По Константиновом биографу епископу Евсевију, цар му је лично и под заклетвом неколико година касније испричао читав догађај. По Евсевијевој причи, цар се молио Богу кога је поштовао и његов отац и наредног дана на небу, изнад сунца, Константин и његова војска су угледали светлосни крст са натписом „овим побеђуј“ (τουτο νικα). Цар није био сигуран у значење визије док га у сну није посетио Исус Христ и препоручио му да направи војни стег у облику знака виђеног на небу и искористи га у бици. Сутрадан, Константин је наредио да се искује војни стег (лат. labarum) са венцем на врху у коме се налазила спојена грчка слова Х и Р (Хи Ро) у виду Христовог монограма. Након тога, цар је одлучио да следи Бога који му се указао и окупио је око себе хришћанске свештенике од којих је затражио да га упуте у Христову веру. Константин није био ни први, ни последњи римски владар који је пре одлучујућег догађаја тражио и добио конкретну помоћ неке више силе. Новина је била у томе што је Константинова визија из 312, имала јаку хришћанску црту. Могуће је да је један, данас уобичајени природни феномен нпр. соларни хало, протумачен као небески знак повољан за Константинов поход. Било како било, не можемо улазити у рационалистичко сецирање Константинових мотива. Почетак 4. века био је доба када се чврсто веровало, и са паганске и са хришћанске стране, да небеске силе готово свакодневно утичу на људске судбине.

#### Назаријева верзија
Док Лактанције и Евсевије, природно, говоре о догађајима са хришћанског угла, оратор Назарије не осећа себе обавезним да победу из 312. изричито припише хришћанском Богу. Мада тачна верска припадност овог монотеистички настројеног аутора остаје под знаком питања, мало тога указује на његово хришћанство, а пуно тога на његово паганство: његове нејасне формулације док говори о неодређеном божанству указују и на то да Константин до времена када је говор држан (321) није грубо наметао „свог“ бога, него је у односу на паганску елиту практиковао политику толеранције. Назарије износи своју верзију како је почео рат са Максенцијем. Наиме, он тврди да је Константину понестало стрпљења у којем иначе није оскудевао. Његов господар је на све могуће начине покушао да се нагоди са Максенцијем. Својим нападом на Италију он је само бранио себе од туђег насртаја. Заправо, за то није била одговорна његова воља, него нека виша, божанска сила, која га је подупрла, пославши му са неба војску предвођену божанским Констанцијем. Према Веберовом мишљењу, назаријев приказ божанске интервенције на Милвијском мосту је врло импресиван, а у пластичности надмашује чак и Лактанцијев приказ.
Прича се по целој Галији о томе како су виђене војске које су преносиле вест да их је послала божанска воља. И премда се небеске ствари обично не појављују пред људским очима — јер она чиста и бестелесна супстанца нежне природе измиче помућеном и помраченом чулу вида — твоји помоћници су ипак допустили људима да их виде и чују. Чим су посведочили твоју заслугу, нестали су из видокруга смртника. Али, какве су кажу били појаве, колико су им тела била крепка, колико су им удови били велики, колико им је воља била ватрена? Блистајући штитови горели су им од нечег непознатог, а сјај небеског оружја пламтео је страшно. Појавили су, наиме, у таквом виду да се помислило да се ради о твојима. Овако је изгледао њихов говор, ово су они говорили онима који су их слушали: ‘Ми тражимо Константина, ми му идемо у помоћ’. Заиста, чак и оно што је божанско допушта себи хвалисање, а иста тежња обузима и небеске ствари. Ови који су пали са неба, ови које је божанска воља послала, хвалили су се, јер су теби служили. Верујем да их је предводио Твој отац, Констанције, који ти је оставио да оствариш веће земаљске победе од оних које је за живота свога он постигао, а који је сада као „божански“ водио божанске походе.— Латински панегирици 4(10).14
Не може се установити да ли је ова прича настала из Назаријеве маште, када је исти био позван да напише свој говор, нити да ли се темељи на некој другој причи која је временски много ближа бици на Милвијском мосту. Код Назарија нема никаквог помена о Константиновој визији у сну о којој говори Лактанције, нити о небеској визији, мада су обе приче вероватно кружиле неко време пре него што их је Евсевије записао у царевој биографији. Истина, Назаријева прича није прва те врсте, али за њу се макар зна (ако је веровати њеном записивачу на реч) да је кружила међу читавом једном популацијом (конкретно, у овом случају, галском): In ore denique est omnium Galliarum exercitus visos, qui se divinatus missos prae se ferebant (14.1). Тај део мора да је написан као одговор на приче у којима је хришћанском Богу приписивана пресудна улога у походу на Италију.
И паганска уметност другачије гледа на победу. У Музеју новца (хол. Geldmuseum) у Утрехту налази се камеја од сардоникса на којој је приказан Константин са својом другом женом Фаустом како се вози двоколицама које вуку два кентаура. У њима се налази и дечачић, могуће Крисп, кога је (вероватно пре 300) родила Минервина, Константинова прва супруга.

#### Битка код Милвијског моста
Крајем октобра 312. Константин је Фламинејевим путем стигао надомак Рима. Улогорио се на Малборгету код Прима Порте, где се и данас налази остаци Константиновог споменика подигнутог поводом овог догађаја.
Очекивало се да ће Максенције остати међу римским бедемима и одолети опсади. Уосталом, ова стратегија показала се успешном приликом Северове, а затим и Галеријеве инвазије. У склопу припрема за опсаду Максенције је обезбедио и велике залихе хране. Неочекивано, одлучио се на другачији потез и изашао на бојно поље да одмери снаге са Константином. Древни извори приписују његову одлуку или божанској интервенцији или његовом сујеверју. Такође истичу да је дан на који је пала битка био исти дан када је Максенције дошао на власт (28. октобар), што је углавном тумачено као добро знамење. Какво је било расположење у граду? Лактанције наводи и да је становништво током циркусних игара јавно ставило до знања да је уз Константина, али не може се са сигурношћу рећи колико је овај податак поуздан.
Максенције је одлучио да дâ битку испред Милвијског моста, каменог моста преко ког иде Фламинијев пут за Рим. За Максенција је овај мост био од пресудне важности. Да би Константина држао даље од Рима морао је да га одржи под својом контролом. Сенат је изгледа био спреман да се приклони било коме ко би држао град под својом контролом.
Извори се међусобно не слажу какав је био мост који је имао централну улогу у бици.
Према Зосимовој причи, Максенције је преко Тибра изградио мост, који није у потпуности повезивао две обале, него је био подељен на два дела који су на средини реке били повезани железним клиновима (πως ἀλλήλοις περόναις σιδηραῖς). Мост је у крајњој нужди могао да се пресече напола уклањањем тих клинова. Максенције је наредио својим механичарима (μηχανοποιοῖς) да их поваде чим угледају да је Константинова војска ступила на спојно место (τῇ ζεύξει τῆς γεφύρας ἐφεστῶτα). Крајња намера му је била да подави непријатеља у водама Тибра.
Идућег дана дошло је до судара двеју војски из којег је Константинова војска изашла као победник. Максенције је своје војнике тако распоредио да им се Тибар налазио готово непосредно иза леђа. То се показало кобним. Тим распоредом лишио их је потребног простора за регруписање у случају да буду принуђени на узмицање. Већ показан као добар војсковођа, Константин је прво послао коњицу на Максенцијеву коњицу, разбивши је. Затим је на сцену ступила Константинова пешадија. Већина Максенцијевих војника борила се храбро, али их је непријатељска навала приморала на узмицање према Тибру. Максенције се одлучио на повлачење са намером да се непријатељу поново супротстави у самом Риму. Али, на располагању се налазио само један пут, а он је водио преко моста. Константинова војска нанела је тешке губитке противничкој војсци која се налазила у повлачењу. Најзад, привремени мост преко ког је бежало мноштво људи је попустио под теретом. Они који су се затекли на северној обали Тибра допали су или заробљеништва или мача. Међу њима налазила се и Максенцијева преторијанска гарда, која се изгледа упорно опирала. И Максенције се нашао међу мртвима. 
Појединости у вези са Максенцијевим крајем поприлично су нејасне. Према једној верзији, Максенције је на мосту запао у гужву у којој је изгубио равнотежу и стропоштао се у реку. Премда другој, однела га је вода док је узалудно покушавао да на коњу пређе на другу страну како би избегао потеру. Анонимни аутор Прегледа историје царева комбинује обе верзије тврдећи да су Максенције и његов коњ склизнули у воду док су покушавали да ступе на мост од чамаца. Из приказа Аурелија Виктора стиче се утисак да је Максенције сам себи ископао јаму и у њу упао: „Максенције, који је из дана у дан бивао све окрутнији, коначно је, уз велике напоре, стигао из Рима у Црвене стене, на око 9 миља од Рима; пошто се после страховитог пораза своје војске дао у бег ка Риму, приликом преласка Тибра ухватио се у замку, коју је за непријатеља поставио код Милвијског моста, [и тако скончао свој живот] шесте године своје тираније“. Лактанције јасно показује да је мост од чамаца срушен пре Максенцијевог повлачења: „Мост је срушен иза његових (Максенцијевих) леђа. Када је ово виђено, битка се још више распламсала. У Божијим рукама налазили су се сви конци догађаја. Максенцијеви војници бивају заплашени. Он сâм даје се у бег ка срушеном мосту. Но, преплављен мноштвом бива срушен право у Тибар“. Орозије и Созомен помињу да је Максенције убијен, а Евтропије и његов преводилац Пеаније сасвим узгредно говоре о Максенцијевој смрти. Од свих осталих извора који говоре о Максенцијевој смрти, почев од Евсевија кога користе и остали, најкитњастији је Праксагора из Атине. Евсевије упоређује Максенцијево бежање и смрт са потером египатског краља за Мојсијем преко Црвеног мора. Епископ цезарејски са усхићењем цитира Другу књигу Мојсијеву и Псалме у свом приказу овог догађаја. Међутим, ова паралела није баш тачна. Познато је да је египатски краљ био тај који је гонио, а Мојсије онај који је био гоњен.
Уз то, поставља се питање шта се тачно срушило: понтонски мост или камени мост? Заснивајући свој аргумент на скулптурама са Константиновог славолука, Барнс је изгледа фино решио и ово питање: он тврди да је Милвијски мост срушен пре битке, а да је мост који се заправо срушио под Максенцијем био састављен од чамаца.

### У Риму
Константин је ушао у Рим 29. октобра. Приредио је велику церемонију поводом свог доласка (лат. adventus) и био дочекан уз опште весеље. Максенцијево беживотно тело извађено је из Тибра и декапитовано је. Одрубљена глава парадирана је римским улицама како би је сви могли видети. У сачуваним изворима није нигде забележено да ли је Константин приликом ове церемоније посетио Јупитеров храм у знак захвалности, као што су то вековима радили његови претходници. Неки су чак претпоставили да је Константин намерно одбио да принесе жртву паганском богу због свог недавног преласка у хришћанство. Такво мишљење је, разуме се, наишло на критике. С друге стране, није искључено ни да је принео жртву. Међутим, зна се да је указао част сенаторској курији посетивши је. Сенату је обећао повраћај древних привилегија и зајемчио му улогу у новој управи. Дакле, дао је до знања да се неће светити Максенцијевим присталицама. Заузврат, Сенат је га је почаствовао титулом „првог међу једнакима“, што је значило да ће његово име бити уношено на прво место у свим службеним исправама. Уз то, извикао га је за „највећег августа“. Константин је објављеним указима вратио грађанима изгубљену имовину, позвао натраг политичке изгнанике и пустио на слободу утамничене Максенцијеве противнике.
Уследила је замашна пропагандна кампања, током које је Максенцијев лик систематски уклањан са свих јавних места. Максенције је описиван као тиранин, којем је супротстављан идеализован лик „ослободиоца“, Константина. У својим каснијим радовима Евсевије је најбољи на овом пољу Константинове пропаганде. Максенцијеви укази проглашени су за неважеће, а почасти које је Максенције доделио водећим сенаторима поништене су. Константин је такође предузео нулирање Максенцијевог утицаја на урбани пејзаж. Све грађевине које је изградио Максенције посвећене су Константину, укључујући и Ромулов храм и Максенцијеву базилику. Насред базилике подигнута је камена статуа Константина како држи лабарум у руци. Ако је прихватити Алфелдијево читање, натпис на тој статуи гласи овако: „“, тј. „Овим спасоносним знаком ... избавио сам од јарма тираније Рим, Сенат и римски народ и повратио им негдашњу слободу и углед“.
Константин се није ограничио само на присвајање Максенцијевих споменика, него је покушао и да умањи допринос свог претходника на пољу грађевинарства градњом својих монументалних здања. Својим грађевинским прегалаштвом ступио је у ред царева градитеља. Попут својих претходника тетрарха, и он је усредсредио пажњу на јавно-атрактивна места за забаву и разоноду. Строго говорећи, Константинов допринос везан за Велики цирк није представљао потпуно нов грађевински подухват. Аурелије вели да га је Константин „дивно улепшао“ (excultus mirifice). Под улепшавањем Цирка Аурелије можда мисли на украшавање тзв. спине (тј. средишњег, унутрашњег зида у облику елипсе око ког су такмичари морали седам пута оптрчати). Панегиричар, пак, извештава да је Константин изградио и узвишен портик (степениште) и стубове који блистају од злата (sublimis portico), што можда указује на повећање капацитета места за седење.
Максенцијеве најдоследније присталице у војсци су неутрализоване када је преторијанска гарда и царска коњичка гарда (лат. equites singulares) распуштена. Њихови надгробни споменици су ископани и искоришћени за изградњу базилике на Лабикановом путу. Дана 9. новембра 312, свега две недеље након Константиновог заузећа Рима, некадашње одлучено је да се седиште царске коњичке гарде претвори у Латеранску базилику. Друга партска легија уклоњена је из Албе, а остаци Максенцијеве војске су послани на рајнски лимес.

### — мит или стварност?
Фебруара 313. Константин се у Милану састао са Лицинијем, ком је дао руку своје полусестре Констанције. Овде је и постигнута сагласност између двојице царева у погледу верских питања. Званично је прокламована пуна верска слобода. Хришћанима је овај споразум добро дошао, пошто им је тиме озакоњена вера и обећано обештећење за имовину одузету током Диоклецијановог погрома. Да ли било икаквог Миланског едикта, или не, дискутабилно је. Документ који Лициније износи у свом делу није у едикт, него Лицинијево писмо управницима источних провинцијама које је тек био освојио победом над Максмином исте године.
Ушавши у Никомедију, Лициније је вратио услугу Богу, уз чију помоћ је победио. На дан јунских ида, у време Константиновог и свог трећег конзулата, наредио је намеснику да објави писмо које му је дао о васпостављању цркве следеће садржине: „Када смо се ми цареви, Константин и Лициније, срећно нашли у Милану и узели под разматрање све што се тиче јавне добробити и безбедности, поред осталих ствари за које нам се чинило да ће бити од користи многим људима ценили смо да свему томе треба претпоставити оно што се тицало богопоштовања да бисмо и хришћанима и свима осталима дали самовласност у исповедању вере која им је по вољи“.— Лактанције, О томе како су скончали прогонитељи 48

### Рат против Лицинија
Састанак двојице царева у Милану је прекинула је вест да је Максимин прешао Босфор и угрозио Лицинијеве поседе у Европи. Након што је поразио Максимина код Једрена 30. априла 313. Лициније овладао Малом Азијом, Сиријом, Палестином, римском Месопотамијом и Египтом. Одмах по уласку У Никомедију обуставио је прогон хришћана и наложио да се црква и појединци обештете из царске ризнице. Најзад, наредио је погубљење чланова породица некадашњих царева. Сада су све везе са тетрархијом покидане и Царство је припало двојици амбициозних владар: Запад Константину, Исток Лицинију.
Константин је у међувремену почео да ради интензивније на уређивању прилика унутар цркве. Нарочито се интересовао за прилике у цркви у Африци где се као последица Великог прогона појавио расцеп на православне и донатисте. Константин се одмах ставио на страну православне странке и сазвао је у Арелату (данашњем Арлу) скуп свих епископа са територија којима је владао. Уз помоћ државних власти, 33 епископа су се окупили 1. августа 314. године у Арлу на првом црквеном сабору под царским патронатом. Сабор је осудио Доната због праксе поновног крштења оних који су време Великог прогона поклели, али када су донатисти су одбили овакво решење Константин се тада обратио сабору „Посланицом православним епископима“ (Epistula Constantini ad Episcopos Catholicos). У говору Константин је себе назвао Христовим слугом (famulus) који, по питању донатизма, чека Христов суд, а суд окупљеног свештенства једнак је Христовом суду. Посланица показује да је цар већ тада располагао довољним знањем о новој вери да би се обратио ученим епископима. Донатистички расцеп није залечен и Константин је крајем 316, и поред званично проглашене верске толеранције, наредио репресивне мере против донатиста. Опозвао их је тек 321. сматрајући да ће јеретицима Бог исправније судити.
У међувремену, Констанција је Лицинију родила сина, Лицинијана. Показало се да и Лициније има крупне планове који су се косили са Константиновим и избио је Bellum Cibalense. Након тешке битке код Цибале (данашњи Винковци) 8. октобра 316. год Константин је натерао Лицинија да му препусти све своје европске поседе сем Тракије. Мир је учвршћен у Сердики 1. марта 317. где је Константин прогласио за цезаре своје синове Криспа и Константина II и сестрића Лицинија Млађег. Привидна слога између два августа одржала се до 321. када се цареви нису могли сложити око избора конзула. Поред тога, Лициније је постао агресиван према хришћанима који су се већ јасно одредили као Константинове присталице. Након што је Константин 323. гонећи Сармате упао на Лицинијеве територије почела су непријатељства. Лициније је прво поражен код Једрена 3. јула 324., а затим и код Хрисопоља у Малој Азији 18. септембра. На Констанцијине молбе Константин се заклео да ће поштедети Лицинија који је са сином интерниран у Солун. Ипак, Константин је почетком 325. наредио погубљење Лицинија и малог сестрића.

## Никејски сабор и оснивање Константинопоља
Као и у Африци, тако је и црква на Истоку била подељена око бројних питања из области теологије, дисциплине и организације. Константин се и овај пут појавио као посредник и сазвао је Први васељенски сабор у Никеји. На почетку заседања обратио се сабору апелујући на слогу. Сабор, чија нам акта нису сачувана, осудио је учење Арија из Александрије и прихватио симбол вере који је наглашавао једносушност Оца и Сина. Сабор је закључен 25. јула 325. али јединство цркве није постигнуто, па је цар од 327. почео да тражи рехабилитацију првака аријанске струје. У томе се сукобио са моћним епископом и теологом Атанасијем Александријским, вођом православних на Истоку, кога је на крају протерао у Трир 335. Примећује се да последњих година владавине у црквеним сукобима Константин није играо енергичнију улогу.
У погледу паганства цар је сада имао много одређенији став. На Истоку царства, где су хришћани били бројни, паганство је постало толерисана вера и Константин је донео неколико спорадичних антипаганских мера (нпр. забранио је подизање нових култних статуа).
Слично тетрарсима, чије је резиденције попут Трира и Сирмија и сам користио, Константин је на месту древног Византа почео да подиже своју нову резиденцију.

### Константинопољ
На темељима ранијег града Византион, настала је византијска престоница Нови Рим, убрзо назван Константинов град (Константинопољ), који је инаугурисан 11. мајa 330. године. По својој величини, грандиозности и богатству, Константинопољ је требало да представља ривала Вечном граду — Риму. Као нови центар царске власти Константинов град ће то убрзо постати, али ће престоница у правом смислу речи постати у време Констанција II.
Назив Константинопољ или Константинополис (грчки: Κωνσταντινούπολις, латиничним: Kōnstantinoupolis, латински назив: Constantinopolis) што значи Константинов град. Осим овог назива, у Византији се често град ословљавао као „Краљица градова“ (Βασιλίς τῶν πόλεων), а у колоквијалном говору обично се користио само назив "Град" (старогрчки: ἡ Πόλις, латиничним: hē Polis, грчки: η Πόλη, i Poli). У источним и јужним словенским језицима, па тако и у српском пре се користио и још се користи назив Цариград.
Константинопољ је остао престоница Источног римског царства или Византијског царства, све до његовог пада 1453. године.
У Константинопољу (данашњем Истанбулу) се налазило и налази доста цркава, од којих је најпознатија и највећа Црква Аја Софија. Град је и данас седиште Васељенске патријаршије, која је духовни центар Православне Цркве.
- Цар Константин Велики и његова мајка Света Јелена су започели и изградили Храм Васкрсења Христовог у Јерусалиму, као и Цркву Рођења Христовог у Витлејему.

## Константинове последње године
Константин је већ 317. и званично истакао претензије да наслеђивање престола обезбеди својим синовима. У том циљу плански је држао по страни своју полубраћу, синове Констанција Хлора и Теодоре. У Сердики је 317., прогласио за цезаре синове Криспа и Константина II, најстаријег сина из брака са Фаустом. Фауста му је родила још два сина: Констанција II (цезар од 324) и Констанса I (333). Међутим, Константинове последње године загорчала је породична трагедија чији нам узроци нису познати: 326. по очевом наређењу погубљен је цезар Крисп, већ проверени војсковођа, и Константинова супруга Фауста.
Константин је пред крај живота разделио територије озмеђу својих синова, али је задржао врховни ауторитет. Константин II је добио на управу Галију, Британију и Шпанију, Констанције II је послат у Антиохију, Констанс I у Милано, одакле је управљао Италијом и Панонијом, а царев синовац цезар (од 335) Далмације је из Ниша надзирао границу на Дунаву.
Константин је преминуо у близини Никомедије 22. маја 337. године на самом почетку планираног похода на Сасанидску Персију. Иако је намеравао де се крсти у реци Јордану, на самрти је, у складу са тадашњим обичајима, примио крштење из руку Евсевија Никомедијског, једног од аријанских првака. Констанције је затим пренео очево тело у Константинопољ где је свечано сахрањено у унапред припремљену гробницу у цркви Св. Апостола. Константинов саркофаг похрањен је између 12 празних чиме је истакнута царева улога тринаестог апостола. Наравно, у царству чија је христијанизација тек започета, Константин је и званично деификован и уврштен међу паганске богове. Његова три сина су уклонили своје рођаке и остале такмаце и 9. септембра 337. године су се прогласили за августе.
Српска православна црква слави га 21. маја по црквеном, а 3. јуна по грегоријанском календару.

## Наслеђе
Мада су му дуго времена после његове смрти хришћански историчари наденули почасну титулу „Великог“ (Μέγας), Константин је ту титулу објективно гледано заслужио само на основу војних постигнућа и победа. Поред тога што је поново ујединио Царство под једним царем, Константин је остварио велике победе над варварима: 306–308 над Францима и Алеманима, 313–314. још једном над Францима, 332. над Готима и 334. над Сарматима. До 336. Константин је повратио велики део давно изгубљене провинције Дакије, коју је Аурелијан, приморан на то, напустио 271. Уочи смрти планирао је поход на Персију како би зауставио пљачкање источних провинција.
У културној сфери, Константин је допринео да обријано лице поново постане тренд. Ту моду практиковали су римски цареви од Августа до Трајана, а Сципион Африкански ју је први увео међу Римљане. Са изузетком Јулијана Филозофа, ова нова римска мода трајала је до Фокине владавине.
Византијско царство је у Константину видело свог оснивача, а Свето римско царство уврштавало га је у личности од великог угледа у својој традицији. У каснијем Византијском царству, за цара би била велика част ако би га поздрављали као „новог Константина“. Десеторица царева, укључујући последњег, носили су његово име. Монументалне облике из Константинове епохе користио је и Карло Велики на свом двору како би указао на то да је он Константинов наследник и да му је једнак. Константин је стекао митску улогу ратника који се бори против незнабожаца. Мотив романског коњаника, односно фигуре на коњу са држањем победоносног римског цара постала је визуелна метафора у вајарству које велича локалне мецене. Само Константиново име уживало је популарност у западној Француској у 11. и 12. веку. Већина источнохришћанских цркава сматра Константина за свеца (Άγιος Κωνσταντίνος), а у византијској цркви звали су га равноапостолским царем (Ισαπόστολος Κωνσταντίνος). У једном српском родослову пише: „Константин цар бист муж благонаравијем кротак, тих, љубе благочастије, пособе роду христјанскому“. Нишки аеродром је добио назив по Константину Великом у част његовог рођења у Наису.

### Константин у историографији
За свог живота и живота својих синова Константин је приказиван као оличење врлине. Пагански писци, попут Праксагоре из Атине и Либанија обасипали су га похвалама. Међутим, када је и његов последњи син умро 361, његов синовац и зет Јулијан Филозоф, који је дошао на власт, написао је сатиру „Симпозијум или сатурналија“, у којој је оцрнио Константина, назвавши га инфериорним у односу на велике паганске цареве и преданом раскоши и похлепи. Додуше, Јулијан упоређује Константина са великанима античког света: Александром Великим, Јулијем Цезаром, Октавијаном Августом, Трајаном и Марком Аурелијем, али у негативном контексту. После Јулијана Евнапије је започео историографску традицију, коју је Зосим је наставио, а у којој је Константин оптуживан што је повлађивањем хришћанима ослабио Царство.
Када је у средњем веку католичка црква постала доминанта, историчари из њеног окриља представљали су Константина као идеалног владаоца, као мерило на основу ког се сваки краљ и цар дао мерити. Поновно откриће извора ненаклоњених Константину у доба ренесансе имало је за последицу то да се живот и дело овог владара поново подвргну преиспитивању. Тако је немачки хуманиста Јохан Левенклау, који је открио Зосимове списе, превео их на латински и објавио 1576, у предговору истима тврди да је слика коју Зосима даје о Константину вернија од оне коју дају Евсевије и црквени историчари, те је стога осудио Константина као тиранина. Кардинал Чезаре Баронио, поборник контрареформације, критиковао је Зосима и давао предност Евсевијевим наводима о Константиновој епоси. Његово дело „Константинов живот“ (1588) представља Константина као модел хришћанског владара. Настојећи да помири две екстремне научне струје, Едвард Гибон у свом делу „Опадање и пропаст римског царста“ (енгл. The History of the Decline and Fall of the Roman Empire) износи слику о Константину сачињену на темељу међусобно различитих казивања Евсевија и Зосима. Упоредо са његовим приказом опадања Царства, Гибон приказује Константина као племенитог ратног хероја кога је искварило хришћанство и који се под старе дане претворио у правог источњачког деспота.
Модерна тумачења Константинове улоге у историји почињу са делом Јакоба Буркхарта „Доба Константина Великог“. Буркхартов Константин је превртљиви секулариста, политичар који манипулише свим странкама како би обезбедио своју власт. Пишући тридесетих година 20. века, Анри Грегоар се држао Буркхарта у оцењивању Константинове личности. По Грегоару, Константин је развио интерес за хришћанство тек пошто се уверио у његову политичку корисност. Грегоар је сумњао у аутентичност Евесивијеве биографије и изнео је претпоставку да је приче о Константиновој визији и преобраћењу у хришћанство додао тзв. Псеудо-Евсевије. Ото Зек у својој „Историји пропасти античког света“ и Андре Пигањол у свом „Цару Константину“ (фр. L'empereur Constantin) супротстављају се овој историографској традицији. Зек представља Константина као искреног ратног хероја, чија неодређеност је производ његове наивне непостојаности. Пигањолов Константин је филозофски монотеиста, дете ере верског синкретизма. Слични радови А. Х. М. Џонса и Рамзија Макмалена дају портрете мање визионарског, а више импулсивног Константина.
У каснијим приказима више је присутна тежња да се Константин представи као искрени хришћански преобраћеник. Почевши са књигом „Константин Велики и хришћанска црква“ (енгл. Constantine the Great and the Christian Church) Нормана Х. Бејнса којој се прикључила књига „Константиново преобраћење и пагански Рим“ (енгл. Conversion of Constantine and Pagan Rome) угарског историчара Андраша Алфелдија, развила се историографска традиција у којој је Константин приказиван као предани хришћанин. Утицајна књига „Константин и Евсевије“ (енгл. Constantine and Eusebius) Т. Д. Барнса представља врхунац развоја овог правца. Барнсов Константин је доживео коренито преобраћење, које га је нагнало на лични крсташки поход са циљем да покрштавања Царства. У књизи „Константин и хришћанско царство“ Ч. М. Одала присутан је углавном иста тежња. Упркос Барнсовом раду, и даље су актуелне расправе о јачини и дубини Константиновог верског преобраћења. У књизи „Хришћанство Константина Великог“ (енгл. The Christianity of Constantine the Great) Т. Џ. Елиота, Константин је представљен као предан хришћанин од раног детињства. Слични поглед на Константина запажа се у књизи „Када је наш свет постао хришћански“ (енгл. Quand notre monde est devenu chrétien) Пола Вејна, у којој се не истражују узроци који су мотивисали Константина за хришћанство, него се Константин приказује као верски револуционар у улози цара који је страствено веровао да је предодређен да „игра провидоносну улогу у хиљадугодишњој економији спасења човечанства“.
Уопште узев, различити аутори узимају засебне теме које их занимају за предмет свог истраживања, сваки из своје перспективе интерпретира доступне изворе, сваки наглашава и оцењује поједине делове у изворима, умањујући притом значај осталих. Резултат тога су, разуме се, разноврсни прикази Константина — неки више, а неки мање веродостојни — у научној литератури.

### Константинова даровница
Католици латинског обреда сматрали су неприкладним то што је Константина на самртничкој постељи крстио неправоверни епископ, пошто је то поткопавало ауторитет папства. Стога се појавила легенда да је папа Силвестар излечио паганског цара од лепре. Према тој легенди, Константин је убрзо крштен и започео изградњу цркве у оквиру Латеранске палате. У 8. веку, највероватније за време понтификата Стефана II (752—757), појавила се тзв. Константинова даровница, у којој тек крштени Константин предаје световну власт „над градом Римом и свим провинцијама, местима и општинама у Италији или на Западу“ папи Силвестару (314—335) и његовим наследницима. У развијеном средњем веку, даровница је коришћена и прихватана као легитимна основа папске световне власти, мада ју је цар Отон III прогласио за кривотворину. Најзад, када је Лоренцо Вала, филолог из 15. века, подвргао критици Константинову даровницу лако је утврдио да се латинска терминологија јасно разликује од сачуваних царских закона из 4. века, као и од античког латинског уопште.

### Константин у Историји Џефрија од Монмута
Због своје славе и због тога што је проглашен за цара на подручју римске Британије, каснији Бритонци сматрали су Константина својим краљем. У 12. веку Хенри од Хантингтона додао је податак у својој Енглеској историји (лат. Historia Anglorum) да је Константинова мајка Јелена била Бритонка, кћерка краља Кола од Колчестера. Џефри од Монмута проширио је ову причу у својој у великој мери базираној на измишљотинама Историји британског краљевства (лат. Historia Regum Britanniae), тј. приказу наводних краљева Британије од њихових тројанских корена до англо-саксонске инвазије. Према Џефрију, Кол је био краљ Бритонаца када је Констанције, који је овде приказан као сенатор, дошао у Британију. Плашећи се Римљана, Кол се покорио римском закону под условом да задржи своје краљевство. Међутим, умро је месец дана касније, а Констанције је преузео власт, оженивши његову ћерку Јелену. Имали су сина Константина, који је наследио оца као краљ Британије пре него што је постао римски цар.
Историјски посматрано, ово је крајње невероватно. Јелену је Констанције напустио још пре свог одласка у Британију. Уз то, ниједан ранији извор не спомиње да је Јелена рођена у Британији, а камоли да је била краљева кћи. Извор који је користио Хенри је непознат. Можда је то била изгубљена хагиографија Јелене.

### Константин у српским родословима
Константина и Лицинија српски родослови држе за претке владара из династије Немањића. Но, медиевистима је добро познато да је међу средњовековним дворским историчарима било веома уобичајено измишљање родбинских веза са циљем давања веће старине владајућим кућама. У томе ни српски састављачи српских родослова нису чинили изузетак. Мада је веза између Немање и Лицинија оцењена немогућом, родослов остаје ипак интересантан из тог разлога што говори колико је учен српски човек био свестан историје свог завичаја.
И царствује у њем (тј. у Риму) имаше (цар Константин) бољарина некојего Србина, именом Ликинија. И вдајет ему сестру своју Константију в жену... Константија же сестра Константинова, жена Ликинијева, роди Ликинију сина, емуже власи главе его бише бели, и нарекоше име ему Бела Урош... Цар же Константин видев Ликинијево жесточство и томитељство на христијанех, и почелевајет отсешти главу Ликинију мучитељу. Сија же видев син его Бела Урош и устрашив се, бегајет к тврдеј земли захлмској к западу. И појемљет себе к браку Ану, даштер франачаскаго краља, и роди с њеју два сина, имаже имена нарече првому Техомиљ, втотому Чудомиљ... Техомиљ же појет даштер чешкога краља, и роди с њеју 4 сини добри и храбри и мужаствни, имаже имена сута сија: Завида, Срацимир, Првослав, Стефан Немања...

## Родослов
|                    |                    |                    |                    |                    |                    |  |  |          |          |          |          | Теодора  | Теодора  | Теодора | Теодора | Теодора       | Теодора       |               |               |               |               |  |  | Констанције Хлор | Констанције Хлор | Констанције Хлор | Констанције Хлор | Констанције Хлор | Констанције Хлор |  |  |              |              |              |              | Јелена       | Јелена       | Јелена | Јелена | Јелена    | Јелена    |           |           |           |           |  |  |  |  |
|                    |                    |                    |                    |                    |                    |  |  |          |          |          |          | Теодора  | Теодора  | Теодора | Теодора | Теодора       | Теодора       |               |               |               |               |  |  | Констанције Хлор | Констанције Хлор | Констанције Хлор | Констанције Хлор | Констанције Хлор | Констанције Хлор |  |  |              |              |              |              | Јелена       | Јелена       | Јелена | Јелена | Јелена    | Јелена    |           |           |           |           |  |  |  |  |
|                    |                    |                    |                    |                    |                    |  |  |          |          |          |          |          |          |         |         |               |               |               |               |               |               |  |  |                  |                  |                  |                  |                  |                  |  |  |              |              |              |              |              |              |        |        |           |           |           |           |           |           |  |  |  |  |
|                    |                    |                    |                    |                    |                    |  |  |          |          |          |          |          |          |         |         |               |               |               |               |               |               |  |  |                  |                  |                  |                  |                  |                  |  |  |              |              |              |              |              |              |        |        |           |           |           |           |           |           |  |  |  |  |
| Јулије Констанције | Јулије Констанције | Јулије Констанције | Јулије Констанције | Јулије Констанције | Јулије Констанције |  |  | Лициније | Лициније | Лициније | Лициније | Лициније | Лициније |         |         | Констанција   | Констанција   | Констанција   | Констанција   | Констанција   | Констанција   |  |  | Фауста           | Фауста           | Фауста           | Фауста           | Фауста           | Фауста           |  |  | Константин I | Константин I | Константин I | Константин I | Константин I | Константин I |        |        | Минервина | Минервина | Минервина | Минервина | Минервина | Минервина |  |  |  |  |
| Јулије Констанције | Јулије Констанције | Јулије Констанције | Јулије Констанције | Јулије Констанције | Јулије Констанције |  |  | Лициније | Лициније | Лициније | Лициније | Лициније | Лициније |         |         | Констанција   | Констанција   | Констанција   | Констанција   | Констанција   | Констанција   |  |  | Фауста           | Фауста           | Фауста           | Фауста           | Фауста           | Фауста           |  |  | Константин I | Константин I | Константин I | Константин I | Константин I | Константин I |        |        | Минервина | Минервина | Минервина | Минервина | Минервина | Минервина |  |  |  |  |
|                    |                    |                    |                    |                    |                    |  |  |          |          |          |          |          |          |         |         |               |               |               |               |               |               |  |  |                  |                  |                  |                  |                  |                  |  |  |              |              |              |              |              |              |        |        |           |           |           |           |           |           |  |  |  |  |
|                    |                    |                    |                    |                    |                    |  |  |          |          |          |          |          |          |         |         |               |               |               |               |               |               |  |  |                  |                  |                  |                  |                  |                  |  |  |              |              |              |              |              |              |        |        |           |           |           |           |           |           |  |  |  |  |
| Јулијан Филозоф    | Јулијан Филозоф    | Јулијан Филозоф    | Јулијан Филозоф    | Јулијан Филозоф    | Јулијан Филозоф    |  |  | Јелена   | Јелена   | Јелена   | Јелена   | Јелена   | Јелена   |         |         | Константин II | Константин II | Константин II | Константин II | Константин II | Константин II |  |  | Констанције II   | Констанције II   | Констанције II   | Констанције II   | Констанције II   | Констанције II   |  |  | Констанс     | Констанс     | Констанс     | Констанс     | Констанс     | Констанс     |        |        | Крисп     | Крисп     | Крисп     | Крисп     | Крисп     | Крисп     |  |  |  |  |
| Јулијан Филозоф    | Јулијан Филозоф    | Јулијан Филозоф    | Јулијан Филозоф    | Јулијан Филозоф    | Јулијан Филозоф    |  |  | Јелена   | Јелена   | Јелена   | Јелена   | Јелена   | Јелена   |         |         | Константин II | Константин II | Константин II | Константин II | Константин II | Константин II |  |  | Констанције II   | Констанције II   | Констанције II   | Констанције II   | Констанције II   | Констанције II   |  |  | Констанс     | Констанс     | Констанс     | Констанс     | Констанс     | Констанс     |        |        | Крисп     | Крисп     | Крисп     | Крисп     | Крисп     | Крисп     |  |  |  |  |
|                    |                    |                    |                    |                    |                    |  |  |          |          |          |          |          |          |         |         |               |               |               |               |               |               |  |  |                  |                  |                  |                  |                  |                  |  |  |              |              |              |              |              |              |        |        |           |           |           |           |           |           |  |  |  |  |
| Јовијан            | Јовијан            | Јовијан            | Јовијан            | Јовијан            | Јовијан            |  |  |          |          |          |          |          |          |         |         |               |               |               |               |               |               |  |  | Констанција      | Констанција      | Констанција      | Констанција      | Констанција      | Констанција      |  |  | Грацијан     | Грацијан     | Грацијан     | Грацијан     | Грацијан     | Грацијан     |        |        |           |           |           |           |           |           |  |  |  |  |
| Јовијан            | Јовијан            | Јовијан            | Јовијан            | Јовијан            | Јовијан            |  |  |          |          |          |          |          |          |         |         |               |               |               |               |               |               |  |  | Констанција      | Констанција      | Констанција      | Констанција      | Констанција      | Констанција      |  |  | Грацијан     | Грацијан     | Грацијан     | Грацијан     | Грацијан     | Грацијан     |        |        |           |           |           |           |           |           |  |  |  |  |